# هجوم معاليه أدوميم (2024)
هجوم معاليه أدوميم هو هجوم نفذه ثلاثة مسلحون فلسطينيون بالقرب من حاجز بين القدس ومستوطنة معاليه أدوميم في الضفة الغربية في 22 فبراير 2024 وأسفر عن مقتل إسرائيلي وإصابة 11 آخرين فضلاً عن مقتل المهاجمين الثلاثة.

## الهجوم
وقع الهجوم صباح الخميس عندما وصل ثلاثة مسلحون فلسطينيون في سيارتين، توقفت الأولى قبل حوالي 700 م من حاجز الزعيم، القريب من بلدة تحمل نفس الاسم في الضفة الغربية، فيما واصلت الثانية تقدمها مسافة 200 م أخرى. عندها ترجل المسلحون من السيارتين وفتحوا النار من بنادق إم-16 ورشاش كارلو تجاه المركبات المتوقفة نتيجة ازدحام مروري على الطريق السريع رقم 1. فيما ذكرت القناة الإسرائيلية 13 أن المهاجمين تعمدوا الاصطدام بأحد المركبات لافتعال أزمة سير خانقة قبل أن يفتحوا النار على المركبات مباشرةً بواسطة بندقيتين إم-16 ومسدس. كما عُثر على قنبلة يدوية مع المهاجمين بعد تحييدهم.
تدخلت قوات أمن ومدنيين إسرائيليين مسلحين وقتلوا اثنان من المهاجمين في موقع الهجوم، بينما فر الثالث حتى قُتل أثناء مطاردته بعد وقت قصير. أسفر الهجوم عن مقتل إسرائيلي واحد، متان المالح (26 عاماً) من معاليه أدوميم وإصابة أحد عشر شخصاً، اثنان منهما في حالة خطيرة.

## هوية المهاجمين
أعلن جهاز الأمن الداخلي (شاباك) أن منفذي الهجوم هم الشقيقان محمد زواهرة (26 عاماً) وكاظم زواهرة (31 عاماً)، من قرية بيت تعمر، وأحمد الوحش (31 عاماً)، من سكان بلدة زعترة. وأضاف أن كاظم زواهرة كان مسجوناً من قبل بتهمة دخول إسرائيل بصورة غير قانونية.

## ردود الفعل
- : باركت حركتا حماس والجهاد الإسلامي الهجوم لكنهما لم تتحملا مسؤوليتهما عنه.
- : تفقد وزير الأمن القومي الإسرائيلي، إيتمار بن غفير موقع الحادث وعَقَبَ على الحادث بالقول إنه يجب فرض المزيد من القيود على حرية حركة الفلسطينيين الذين وصفهم بأنهم «شعب مُخترع».[8]